# Peter Kien

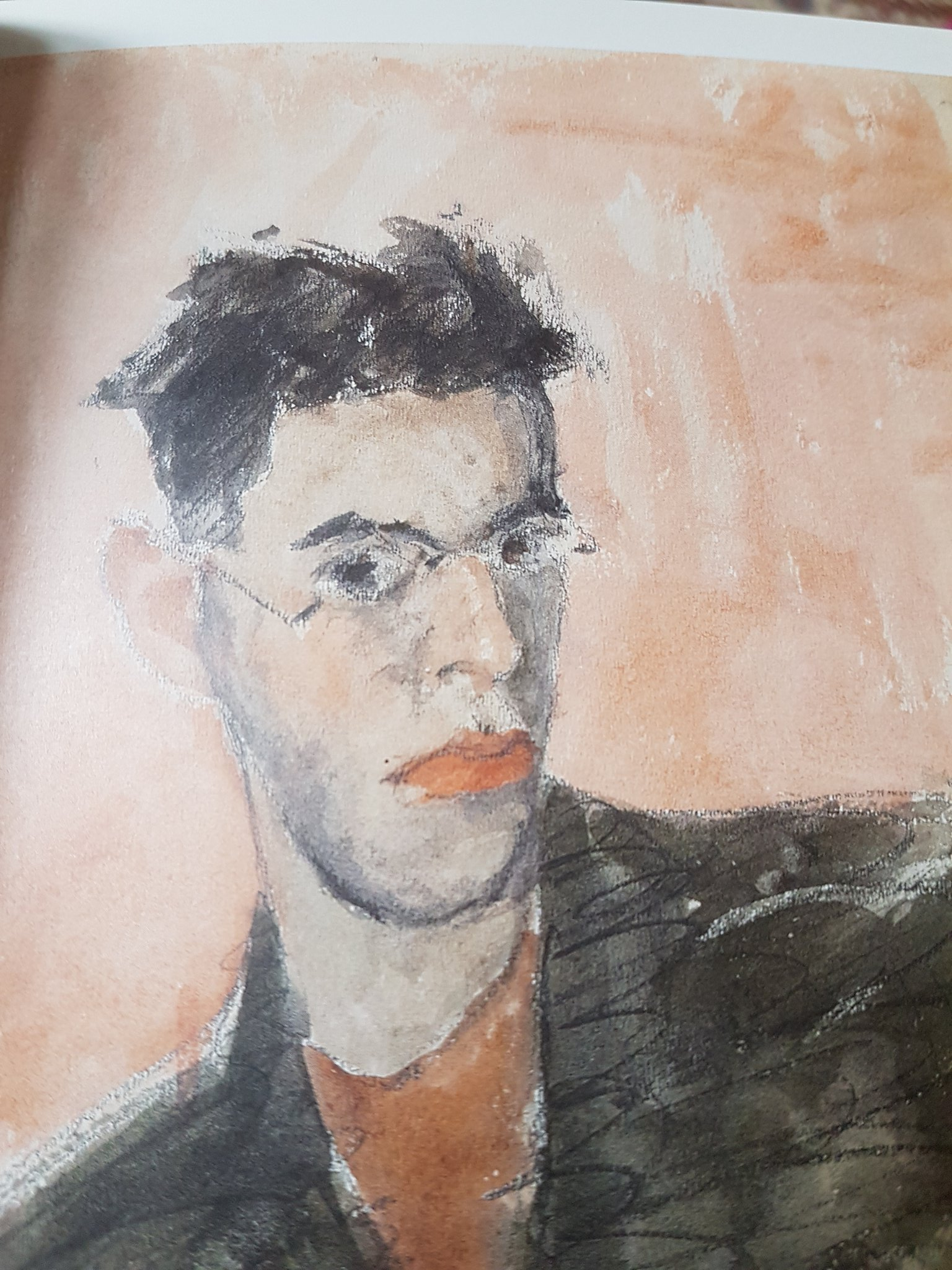
Selbstporträt von Peter Kien (1940)

Franz Peter Kien oder František Petr Kien (geb. 1. Januar 1919 in Varnsdorf, Tschechoslowakei; gest. 18. Oktober 1944 im KZ Auschwitz) war ein deutschsprachiger tschechisch-jüdischer Künstler und Dichter.

## Leben
Peter Kien, Sohn eines Textilfabrikanten, besuchte das Realgymnasium in Brünn und freundete sich mit Joseph Hahn an. Er begann das Studium an der Akademie der Künste in Prag. Dort begegnete er Peter Weiss, der ihn in seinen autobiographischen Erzählungen Abschied von den Eltern (1961) und Fluchtpunkt (1962) erwähnt. Kien verfasste Gedichte, Erzählungen und Drehbücher. Zudem erstellte er Bleistiftzeichnungen und schuf Ölgemälde, auf denen er Menschen porträtierte. Nach der Besetzung Tschechiens durch die Wehrmacht und Schaffung des Protektorats Böhmen und Mähren wurden Kien und die weiteren jüdischen Mitstudenten der Akademie auf Befehl der nationalsozialistischen Besatzer von der Akademie verwiesen. Weiss emigrierte nach Schweden, Hahn nach England. Kien studierte an einer privaten Grafikschule weiter und gab jüdischen Kindern Zeichenunterricht in der Weinbergsynagoge. Dort lernte er seine Ehefrau Ilse Stránský kennen, die ihm für seine Zeichnungen Modell stand.
Von Dezember 1941 bis Oktober 1944 war er Gefangener im Ghetto Theresienstadt. Er schrieb dort das Libretto zu Viktor Ullmanns Einakter-Oper Der Kaiser von Atlantis und war vielfältig anderweitig künstlerisch tätig. Am 16. Oktober 1944 wurde er mit seiner Ehefrau und den Eltern nach Auschwitz deportiert. Kien starb bald nach der Ankunft an einer Infektion.
Zu einer länger dauernden Kontroverse um seinen Nachlass kam es zwischen der Gedenkstätte Theresienstadt und Hinterbliebenen.

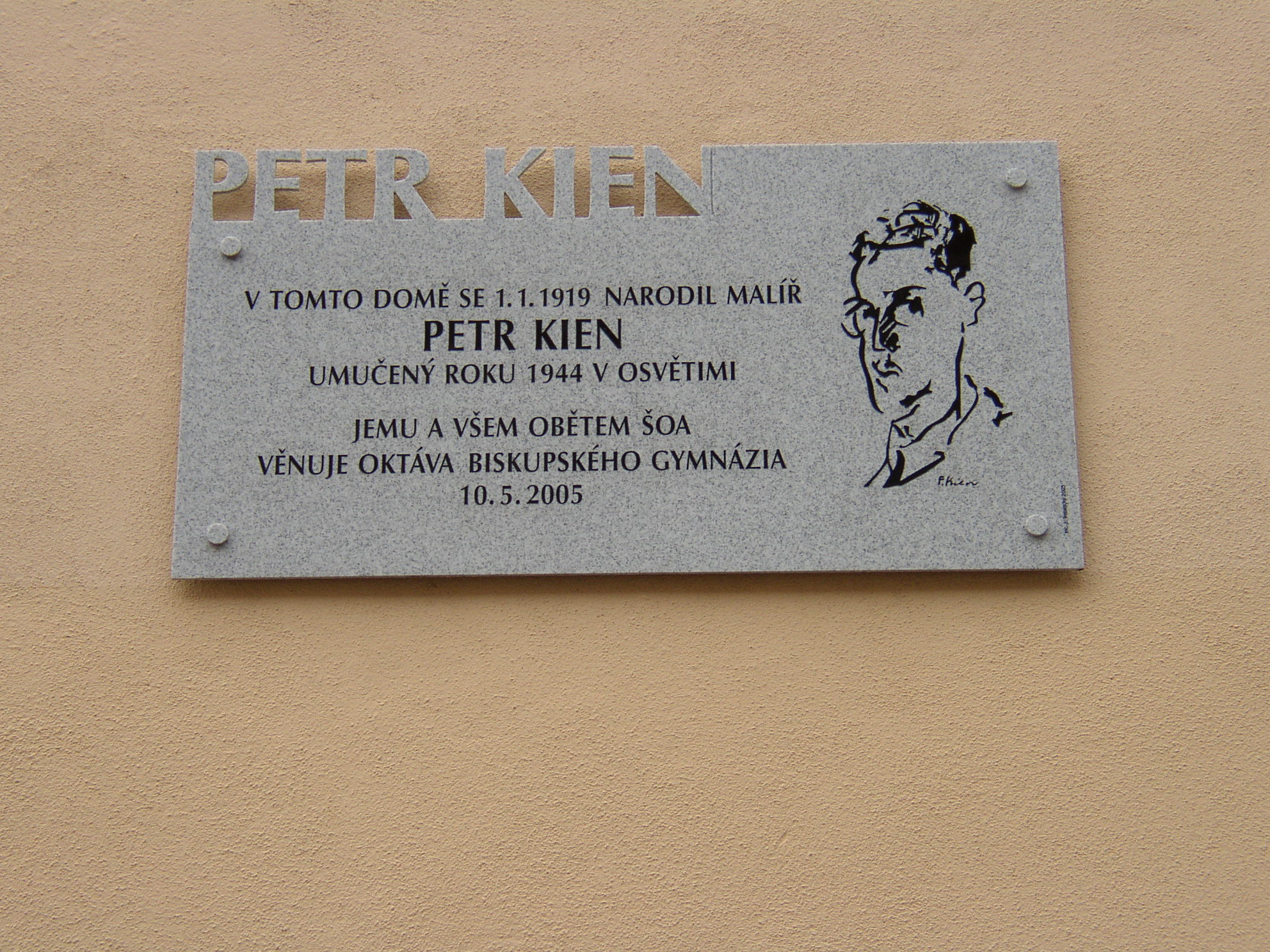
Tschechische Gedenktafel zu Peter Kien in seinem Geburtsort Varnsdorf